# Willie Goodsir-Cullen
William James „Willie” Goodsir-Cullen (ur. 29 marca 1907 w Firozpur, zm. 15 czerwca 1994 w Wyoming) – indyjski hokeista na trawie. Złoty medalista olimpijski z Amsterdamu.
Zawody w 1928 były jego jedynymi igrzyskami olimpijskimi. W turnieju wystąpił w trzech spotkaniach nie strzelając żadnego gola.
Jego młodszy brat Ernie zdobył złoty medal w hokeju na trawie na igrzyskach olimpijskich w 1936 w Berlinie.